# Potameia obovata
Potameia obovata är en lagerväxtart som beskrevs av André Joseph Guillaume Henri Kostermans. Potameia obovata ingår i släktet Potameia och familjen lagerväxter. Inga underarter finns listade i Catalogue of Life.